# Eleccions al Dáil Éireann de 1932

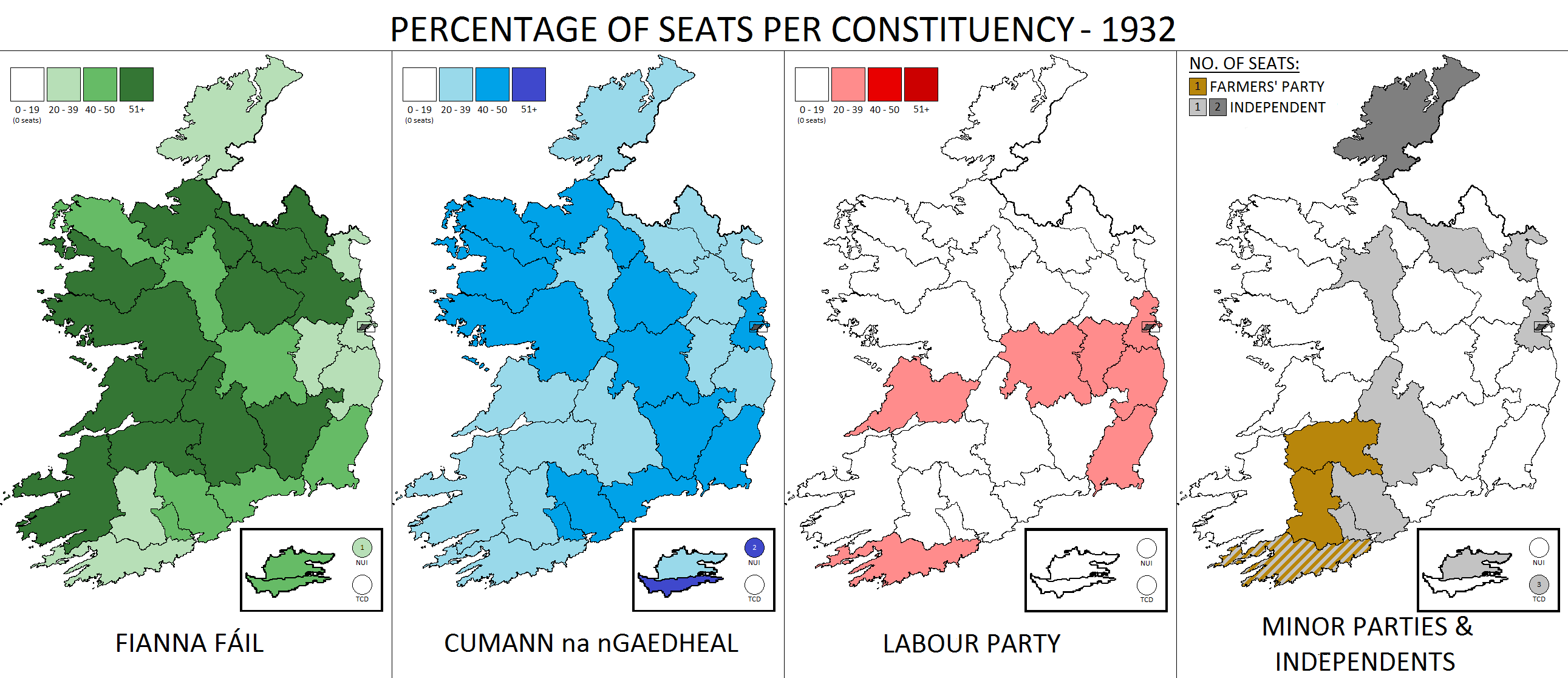
Resultats per circumscripcions i partits

Les eleccions al Dáil Éireann de 1932 es van celebrar el 16 de febrer de 1932 per a renovar els 153 diputats del Dáil Éireann. Va guanyar el Fianna Fáil per majoria absoluta.

## Resultats
| Partit              | Líder               | Vot popular | %     | Escons |
| Fianna Fáil         | Éamonn de Valera    | 556.400     | 44,5% | 72     |
| Cumann na nGaedhael | William T. Cosgrave | 449.500     | 35,3% | 56     |
| Laborista           | Thomas J. O'Connell | 98.200      | 7,7%  | 7      |
| Farmer's Party      | Michael Heffernan   | 24.200      | 1,9%  | 3      |
| Independents        |                     | 135.200     | 10,6% | 14     |